# Jaskinia Brložná diera
Jaskinia Brložná diera (słow. Jaskyňa Brložná diera, czasem też Brložná lub  jaskyňa Brloh) – niewielka jaskinia krasowa Górach Strażowskich na Słowacji.

## Położenie
Jaskinia położona jest w masywie  Rokoša, w środkowej części Nitrickich Wierchów, w pd.-zach. części Gór Strażowskich. Otwór wlotowy znajduje się w pd.-zach. zboczu grzbietu, opadającego w kierunku pd.-wsch. od szczytu Malý Rokoš (953 m n.p.m.), na wysokości ok. 660 m n.p.m. i ok. 100 m ponad dnem Podovrátnej doliny. Leży w granicach katastralnych wsi Nitrianske Sučany w powiecie Prievidza.

## Charakterystyka
Jaskinia Brložná diera ma chrakter jaskini fluwiokrasowej, rozwiniętej w osi starszego pęknięcia wapiennego masywu, przemodelowanej następnie procesami erozyjnymi, m.in. opadaniem skał stropu. Ma formę przestronnego korytarza wnikającego w głąb górotworu, od którego odgałęzia się kilka mniejszych korytarzyków. Charakteryzuje ją skromna szata naciekowa – m.in. w głębi jaskini znajduje się naciekowy „wodospad” oraz niewielki stalagnat. W różnych okresach prehistorycznych jaskinia była kilkakrotnie zamieszkana przez człowieka. Obecnie hibernuje w niej kilka gatunków nietoperzy oraz motyli.

## Ochrona
Jaskinia jest chroniona jako pomnik przyrody (słow. Prírodná pamiatka Brložná diera) od 1994 r.

## Turystyka
Od 2009 r. jaskinia jest udostępniona do samodzielnego zwiedzania w okresie od 1 maja do 31 października. W jej pobliżu przebiega ścieżka dydaktyczna im. Fraňa Madvy (słow. Náučný chodník im. Fraňa Madvu), biegnąca z Nitrianskiego Rudna do Nitrianskich Sučan. Przy wejściu do jaskini panel informacyjny. Ze szczytu skały ponad jaskinią roztacza się interesujący widok na jaj otoczenie.